# Ministrowie zasobów i energii Australii

## Ministrowie odbudowy podwojennej
- 1945–1949: John Dedman
- 1949–1950: Eric Harrison

## Ministrowie rozwoju narodowego
- 1950–1951: Richard Casey
- 1951–1964: William Spooner
- 1964–1969: David Fairbairn
- 1969–1972: Reginald Swartz
- 1972–1975: Rex Patterson
- 1977–1979: Kevin Newman
- 1979–1983: John Carrick (jako minister rozwoju narodowego i energii)

## Ministrowie minerałów i energii
- 1972–1975: Rex Connor
- 1975–1975: Ken Wriedt
- 1975–1975: Doug Anthony

## Ministrowie zasobów narodowych
- 1975–1977: Doug Anthony

## Ministrowie handlu i zasobów
- 1977–1983: Doug Anthony

## Ministrowie zasobów i energii
- 1983–1984: Peter Walsh
- 1984–1987: Gareth Evans

## Ministrowie zasobów naturalnych
- 1987–1988: Peter Morris
- 1988–1990: Peter Cook
- 1990–1993: Alan Griffiths
- 1993–1994: Michael Lee
- 1994–1996: David Beddall

## Ministrowie zasobów i energii
- 1996–1998: Warwick Parer

## Ministrowie przemysłu, nauki i zasobów
- 1998–2001: Nick Minchin

## Ministrowie przemysłu, turystyki i zasobów
- 2001–2007: Ian Macfarlane

## Ministrowie zasobów i energii
- od 2007: Martin Ferguson